# Onthophagus parapalatus
Onthophagus parapalatus là một loài bọ cánh cứng trong họ Bọ hung (Scarabaeidae).